# Wzgórze Apolla
Wzgórze Apolla (jap. 坂道のアポロン Sakamichi no Aporon; tyt. ang. Kids on the Slope) – manga autorstwa Yuki Kodama, publikowana w czasopiśmie „Gekkan Flowers” wydawnictwa Shōgakukan w latach 2007–2012. 
Na podstawie serii powstała adaptacja w formie anime w 2012 oraz film live action w 2018. 
W Polsce manga została wydana przez Japonica Polonica Fantastica.

## Fabuła
Akcja rozpoczyna się w 1966 roku. Nastolatek Kaoru Nishimi, ze względu na pracę swojego ojca, przeprowadza się z Yokosuki, położonej w prefekturze Kanagawa, do Sasebo w prefekturze Nagasaki. Bohater zmieniał miejsce zamieszkania już kilkukrotnie, co w połączeniu z jego introwertyczną naturą sprawiło, że nigdy nie udało mu się nawiązać żadnych trwałych przyjaźni. Podczas pierwszego dnia w nowej szkole spotyka cieszącego się złą sławą Sentarō Kawabuchiego, znanego z wagarowania i wdawania się w bójki. Pasją Sentarō jest wykonywanie muzyki jazzowej, co sprawia, że uzdolniony muzycznie Kaoru również zaczyna interesować się tym gatunkiem muzycznym. Wkrótce między bohaterami rodzi się bliska przyjaźń, a miejscem prób ich małego zespołu staje się sklep muzyczny należący do rodziny Ritsuko Mukae, ich koleżanki z klasy. Fabuła opowiada o losach Kaoru, Sentarō i Ritsuko na przestrzeni trzech lat ich nauki w szkole średniej oraz o relacjach, jakie nawiązują się między nimi.
Yuki Kodama oparła fabułę na jej własnych przeżyciach i wspomnieniach związanych z dorastaniem w Sasebo. W latach 20. i 30. XX wieku jazz stał się tam bardzo popularny – w mieście znajduje się baza Japońskich Morskich Sił Samoobrony (wówczas Cesarskiej Marynarki Wojennej), która w tamtym czasie przyciągała do miasta liczne kluby nocne i kabarety. We Wzgórzu Apolla pojawia się kilka miejsc istniejących naprawdę, np. budynek kościoła znajdujący się na wyspie Kuroshima, największej z wysp Kujūku.

## Bohaterowie

### Główni
- Kaoru Nishimi (jap. 西見薫 Nishimi Kaoru)

Seiyū: Ryōhei Kimura Takashi Matsunaga (muzyka i motion capture) 
- Sentarō Kawabuchi (jap. 川渕 千太郎 Kawabuchi Sentarō)

Seiyū: Yoshimasa Hosoya Shun Ishiwaka (muzyka i motion capture) 
- Ritsuko Mukae (jap. 迎 律子 Mukae Ritsuko)

Seiyū: Yūka Nanri 

### Drugoplanowi
- Yurika Fukahori (jap. 深堀百合香 Fukahori Yurika)

Seiyū: Aya Endō 
- Junichi Katsuragi (jap. 桂木淳一 Katsuragi Junichi)

Seiyū: Junichi Suwabe 
- Tsutomu Mukae (jap. 迎 勉 Mukae Tsutomu)

Seiyū: Zenki Kitajima 
- Seiji Matsuoka (jap. 松岡星児 Matsuoka Seiji)

Seiyū: Nobuhiko Okamoto 
- Shigetora Maruo (jap. 丸尾 重虎 Maruo Shigetora)

Seiyū: Ayumu Murase 
- Mariko (jap. まり子)

Seiyū: Amina Satō 

## Manga
Manga autorstwa Yuki Kodamy była publikowana w magazynie „Gekkan Flowers” wydawnictwa Shōgakukan od 28 września 2007 do 28 lipca 2012 roku. Kolejne rozdziały zostały następnie skompilowane i wydane w dziesięciu tomikach od 25 kwietnia 2008 do 9 listopada 2012.
Seria składa się na dziewięć tomów głównej historii, której ostatni rozdział ukazał się 30 stycznia 2012 roku i 5 dodatkowych rozdziałów, które pojawiły się w tym samym czasopiśmie od 28 marca 2012 roku do 28 lipca 2012. Dodatkowe rozdziały ukazały się w osobnym, dziesiątym tomiku, zatytułowanym Bonus Track.
W Polsce manga została wydana przez wydawnictwo JPF. 
| Nr          | Język japoński       | Język japoński         | Język polski     | Język polski           |
| Nr          | Data wydania         | ISBN                   | Data wydania     | ISBN                   |
| ----------- | -------------------- | ---------------------- | ---------------- | ---------------------- |
| 1           | 25 kwietnia 2008     | ISBN 978-4-09-131670-7 | lipiec 2015      | ISBN 978-83-7471-521-8 |
| 2           | 10 października 2008 | ISBN 978-4-09-132174-9 | wrzesień 2015    | ISBN 978-83-7471-522-5 |
| 3           | 10 marca 2009        | ISBN 978-4-09-132268-5 | listopad 2015    | ISBN 978-83-7471-523-2 |
| 4           | 10 sierpnia 2009     | ISBN 978-4-09-132626-3 | luty 2016        | ISBN 978-83-7471-524-9 |
| 5           | 8 stycznia 2010      | ISBN 978-4-09-133019-2 | 24 marca 2016    | ISBN 978-83-7471-525-6 |
| 6           | 10 czerwca 2010      | ISBN 978-4-09-133198-4 | 13 lipca 2016    | ISBN 978-83-7471-526-3 |
| 7           | 10 lutego 2011       | ISBN 978-4-09-133650-7 | 4 listopada 2016 | ISBN 978-83-7471-527-0 |
| 8           | 10 listopada 2011    | ISBN 978-4-09-134115-0 | 19 stycznia 2017 | ISBN 978-83-7471-528-7 |
| 9           | 26 kwietnia 2012     | ISBN 978-4-09-134465-6 | 28 kwietnia 2017 | ISBN 978-83-7471-529-4 |
| Bonus Track | 9 listopada 2012     | ISBN 978-4-09-134793-0 | 19 lipca 2017    | ISBN 978-83-7471-530-0 |

## Anime
Powstawanie adaptacji serii w formie anime zostało ogłoszone 26 grudnia 2011 w lutowym numerze „Gekkan Flowers”. Kōji Yamamoto, producent bloku Noitamina stacji Fuji TV tego samego dnia potwierdził, że emisja anime jest przewidziana na kwiecień 2012 roku w bloku Noitamina. Reżyserem serii został Shin’ichirō Watanabe, a za muzykę odpowiada Yōko Kanno, za projekty postaci Nobuteru Yuki, a dyrektorem animacji jest Yoshimitsu Yamashita. Seria powstała we współpracy studia MAPPA i Tezuka Productions.
Pierwszy zwiastun serii został opublikowany w styczniu 2012.

### Ścieżka dźwiękowa
| Seria          | Tytuł                                       | Wykonawcy     | Źródło   |
| Czołówka       | Czołówka                                    | Czołówka      | Czołówka |
| -------------- | ------------------------------------------- | ------------- | -------- |
| 1 –            | „Sakamichi no Melody” (jap. 坂道のメロディ) | Yuki          | [ 23 ]   |
| Napisy końcowe |                                             |               |          |
| 1 –            | „Altair” (jap. アルタイル)                  | Motohiro Hata | [ 23 ]   |

Utwór „Altair” 30 maja 2012 roku został wydany także jako singiel.

## Film live action
Powstawanie adaptacji mangi w postaci filmu live action zostało ogłoszone w czerwcowym numerze czasopisma „Gekkan Flowers” opublikowanym 27 kwietnia 2017. Następnego dnia Shōgakukan założyło stronę internetową filmu, ogłaszając jednocześnie ekipę produkcyjną i obsadę. Reżyserem filmu został Takahiro Miki, a scenariusz napisał Izumi Takahashi.
- Yuri Chinen jako Kaoru Nishimi[26]
- Taishi Nakagawa jako Sentarō Kawabuchi[26]
- Nana Komatsu jako Ritsuko Mukae[26]
- Erina Mano jako Yurika Fukahori[28]
- Dean Fujioka jako Junichi Katsuragi[28]
- Baijaku Nakamura jako Tsutomu Mukae[28]

W pozostałych rolach wystąpili także m.in. Yorie Yamashita, Hokuto Matsumura oraz Tōru Nomaguchi
Aktorzy w ramach przygotowywania się do roli jeszcze przed rozpoczęciem produkcji ćwiczyli grę na instrumentach: Chinen pianino, a Nakagawa perkusję; dodatkowo Nakagawa i Komatsu ćwiczyli wypowiadanie się w dialekcie Sasebo. Dean Fujioka nauczył się na potrzeby filmu gry na trąbce.
15 października 2017 roku opublikowano zwiastun. Film miał swoją premierę 10 marca 2018 roku.

## Odbiór
W 2009 roku manga zajęła pierwsze miejsce w rankingu Kono manga ga sugoi! w kategorii dla dziewcząt.
Manga także zdobyła nagrodę na ceremonii Shōgakukan Manga w kategorii ogólnej w 2012 roku.